# 西河郡 (北魏)
西河郡，中国南北朝时设置的郡。
北魏前期废除西河郡。魏孝文帝太和八年（484年）再设西河郡，归汾州管辖，下辖隰城县、介休县。太和十七年（493年），分隰城县设永安县。治所在兹氏城（今山西省汾阳市）。北魏孝昌三年（527年）在平阳郡侨置西河郡，在今山西洪洞西南。东魏沿置，北齐下辖隰城县、新城县、永安县，属南朔州。北周改为介州，下辖隰城县、永安县。隋文帝开皇三年（583年）废除西河郡，隰城县、永安县直属介州，新城县改属晋州。隋炀帝复设西河郡。